# Opercularella ramosa
Opercularella ramosa är en nässeldjursart som först beskrevs av John Fraser 1938.  Opercularella ramosa ingår i släktet Opercularella och familjen Campanulinidae. Inga underarter finns listade i Catalogue of Life.